# Constructieberekening
Een constructieberekening is een berekening over het dragende deel van een constructie. Een constructieberekening wordt meestal gemaakt door een constructeur,
De constructeur berekent hierbij, aan de hand van de bouwtekeningen, hoeveel belasting er op de dragende delen komt te staan en op basis daarvan berekent  hij hoe sterk of hoe dik het te gebruiken materiaal moet worden. Vaak worden er ook constructietekeningen gemaakt om de berekeningen te verduidelijken. Hierbij wordt er rekening gehouden met de belasting op de fundering en verticale constructies, zoals wanden en kolommen. Ook wordt er gekeken naar de horizontale constructies, zoals vloeren en balken, en naar diagonale constructies, zoals daken.